# 人嚇人
人嚇人，是1982年上映的一部香港恐怖電影，由午馬執導，洪金寶、午馬、林正英、鍾楚紅主演。本片入圍第3屆香港電影金像獎的最佳影片、最佳導演、最佳劇本、最佳男演員、最佳武術動作指導五項提名。

## 劇情
紙紮店小工朱宏利（洪金寶 飾）自小由道士二叔公（林正英 飾）帶大，朱宏利道術未習多少，行事偶而顛倒，卻有一副正氣心腸，因不肯拖累指腹為婚的未婚妻阿雲（鐘楚紅 飾），時常給人家冷臉。
朱宏利好友馬麟祥（午馬 飾）外出闖蕩，返鄉時卻變成了一具屍體，一群外鄉人押解著馬麟祥的屍體回鄉，一同回來的還有一女子自稱是馬麟祥的懷孕妻子跟偽裝成妻子哥哥（鍾發 飾）的同夥，表面上是辦喪事，實際上馬麟祥假死圖謀進入家族墓穴中盜取陪葬品。朱宏利感事有蹊蹺，在守喪之日假扮金童紙人躲進靈堂，一番調查卻一無所獲。
後來馬麟祥的團伙得知墓葬內的陪葬品不值錢，反而有一大筆遺產由村長保管，於是他們計畫殺死馬麟祥奪取遺產。幾日後，馬麟祥冤魂陰魂不散苦求找到朱宏利替他報仇。告訴朱宏利原來馬麟祥返鄉時並未身亡，只為夥同他人盜取自家祖上的陪葬品而出此下策，卻不料假戲成真，被同夥取了性命。
心灰意懶的朱宏利拗不過冤魂騷擾，請來二叔公做法幫好友報仇，馬麟祥借朱宏利的身體還魂才能消滅外鄉人報仇。不料完成任務時已到黎明，朱宏利的魂魄來不及回去，結果自己丟掉了肉身以至喪命，魂魄被陰差解往地獄。悲痛欲絕的阿雲求助二叔公，經指點在頭七之夜與陰差展開惡鬥，與鬼差鬥計搶回朱宏利的魂魄……。

## 角色
| 演員   | 角色   | 備註               |
| 洪金寶 | 朱宏利 |                    |
| 午馬   | 馬麟祥 | 朱宏利好友         |
| 林正英 | 二叔公 |                    |
| 鍾楚紅 | 阿雲   | 朱宏利指腹為婚之妻 |
| 許良美 | 李月盈 | 馬麟祥假遺孀       |
| 錢月笙 | 錢百達 |                    |
| 杜少明 | 楊舉人 |                    |
| 張景坡 | 阿成   | 鎮長               |
| 許瑩英 | 彩姑   |                    |
| 鍾發   |        | 李月盈夫           |
| 權永文 |        | 李月盈夫手下       |
| 元武   |        | 李月盈夫手下       |
| 錢昇瑋 |        | 與魯博俊遺孀偷情   |
| 梁雪薇 |        | 魯博俊遺孀         |
| 魚頭雲 |        |                    |
| 劉一帆 |        |                    |
| 陳龍   |        |                    |
| 咖哩   | 癩痢   |                    |
| 周金江 |        |                    |
| 吳勉勤 |        |                    |
| 李志傑 |        |                    |
| 陳會毅 |        |                    |
| 彭潤祥 | 魯博俊 |                    |
| 曾楚霖 |        |                    |
| 太保   |        |                    |
| 周江   |        | 剪餅攤老板         |
| 岑潛波 |        |                    |
| 馬漢沅 |        |                    |
| 方茹   |        |                    |
| 何雲   |        |                    |
| 金天柱 |        |                    |
| 萬艾迪 |        |                    |
| 盧寶山 |        |                    |

## 獎項
| 年份 | 頒獎典禮            | 獎項             | 獲提名                       | 結果 |
| ---- | ------------------- | ---------------- | ---------------------------- | ---- |
| 1984 | 第3屆香港電影金像獎 | 最佳影片         |                              | 提名 |
| 1984 | 第3屆香港電影金像獎 | 最佳導演         | 午馬                         | 提名 |
| 1984 | 第3屆香港電影金像獎 | 最佳劇本         | 洪金寶、黃炳耀               | 提名 |
| 1984 | 第3屆香港電影金像獎 | 最佳男演員       | 洪金寶                       | 提名 |
| 1984 | 第3屆香港電影金像獎 | 最佳武術動作指導 | 洪金寶、元彪、林正英、陳會毅 | 提名 |